# Ada glumacea
Ada glumacea es una orquídea epífita originaria de Suramérica.

## Características
Es una planta de tamaño mediano, que prefiere clima fresco a cálido, es cada vez más epífita. Tiene pequeños pseudobulbos elíptico-piriforme, moderadamente comprimidos, de color verde claro, parcialmente envuelto por imbricadas vainas inferiores y una sola hoja apical, arqueada, lanceolada, delgada, aguda que aparece a continuación en el pecíolo. Florece en una inflorescencia axilar, delgada, cilíndrica, de color verde pálido, erecta de 22 cm de largo, con pocas a varias (de 4 a 15) flores que surgen en un pseudobulbo maduro a través de la axila de la hoja y que con su vaina es tan largo o más largo que la hoja, tiene unas brácteas agudas y se produce en el otoño y el invierno.

## Distribución y hábitat
Se encuentra en Venezuela, Colombia y Ecuador en alturas de 1100 a 1800 m s. n. m.

## Taxonomía
Ada glumacea fue descrita por (Lindl.) N.H.Williams y publicado en Brittonia 24(1): 107. 1972.
Etimología
Ver: Ada, Etimología
glumacea: epíteto que significa "con película".
Sinonimia
Los siguientes nombres se consideran sinónimos de Ada glumacea:
- Brassia glumacea Lindl. 1846;
- Brassia imbricata Lindley 1854;
- Oncidium glumaceum Rchb. f. 1864;
- Oncidium imbricatum (Lindl.) Rchb. f. 1863[4][5]